# Plagiothecium sylvaticum
Plagiothecium sylvaticum là một loài rêu trong họ Plagiotheciaceae. Loài này được (Brid.) Schimp. mô tả khoa học đầu tiên năm 1851.